# Marcin Mroczek
Marcin Mroczek (sinh ngày 18 tháng 7 năm 1982) là một diễn viên và vũ công người Ba Lan.

## Cuộc đời và sự nghiệp
Marcin Mroczek sinh ngày 18 tháng 7 năm 1982 tại Siedlce, Ba Lan. Anh có một người anh sinh đôi tên là Rafał. Năm 10 tuổi, anh tham gia Đội nhảy hiện đại "Caro Dance" ở Siedlce. Cùng với cả đội, Marcin Mroczek đã giành nhiều chức vô địch ở Ba Lan và Châu Âu. Anh từng nói rằng đó là khoảng thời gian tuyệt vời trong cuộc đời của anh: lần đầu tiên, anh được đứng trên sân khấu và được gặp các khán giả thân yêu của mình. Khi mới 18 tuổi, Marcin và anh trai Rafał đã trúng tuyển vai anh em sinh đôi trong phim truyền hình nổi tiếng nhất Ba Lan lúc bấy giờ mang tên M jak Miłość. Gần một phần ba người dân Ba Lan đã dõi theo số phận của các người anh hùng trong bộ phim này vào các ngày trong tuần. Nhờ vào sự thành công này, Marcin Mroczek có cơ hội xuất hiện ở nhiều chương trình truyền hình khác. Gần đây, anh tham gia bộ phim truyền hình nổi tiếng mang tên "L as Love". Không dừng lại ở đó, anh còn sáng lập công ty của riêng mình -"Mroczek House".
Marcin Mroczek là người chiến thắng cuộc thi Show! Time của Ba Lan và giành được hạng ba trong cuộc thi Dancing with the Stars. Anh đã nhảy với Edyta Herbuś. Năm 2007, Marcin Mroczek cũng tham gia phiên bản Ukraina của cuộc thi Dancing with the Stars và chiến thắng cuộc thi này. Khi còn ở tuổi vị thành niên, Marcin và anh trai đã cùng biểu diễn trong chương trình Caro Dance. Vào ngày 6 tháng 9 năm 2008, Marcin Mroczek đại diện cho Ba Lan tham gia Cuộc thi Khiêu vũ Eurovision 2008 và đã giành chiến thắng cho quê hương.

## Phim
- Từ 2000: M jak miłość trong vai Piotr Zduński
- 2003: Stara baśń - kiedy słońce było bogiem trong vai Leszek